# Världsmästerskapen i skidflygning 1981
Världsmästerskapen i skidflygning 1981 hoppades i Heini Klopfer-backen i Oberstdorf, Bayern, Västtyskland för andra gången. I Oberstdorf hoppades även 1973 års tävlingar.

## Individuellt
- 26 februari-1 mars 1981

| Medalj | Hoppare                  | Poäng  |
| Guld   | Jari Puikkonen (Finland) | 1201.0 |
| Silver | Armin Kogler (Österrike) | 1140.5 |
| Brons  | Tom Levorstad (Norge)    | 1068.0 |

## Medaljligan
| Rank | Nation    | Guld | Silver | Brons | Totalt |
| ---- | --------- | ---- | ------ | ----- | ------ |
| 1    | Finland   | 1    | 0      | 0     | 1      |
| 2    | Österrike | 0    | 1      | 0     | 1      |
| 3    | Norge     | 0    | 0      | 1     | 1      |